# جو هاغ
جو هاغ (بالإنجليزية: Joe Hague) هو لاعب كرة قاعدة أمريكي، ولد في 25 أبريل 1944 في هنغتينغتون في الولايات المتحدة، وتوفي في 5 نوفمبر 1994 في سان أنطونيو في الولايات المتحدة بسبب سرطان.

## وصلات خارجية
- جو هاغ على موقعبيزبول رفرنس.كوم (الدوري الرئيسي) (الإنجليزية)
- جو هاغ على موقعبيزبول رفرنس.كوم (الدوري الثانوي) (الإنجليزية)